# Dipteridaceae
Dipteridaceae Seward & E.Dale è una famiglia di piante dell'ordine Gleicheniales.

## Descrizione
Le Dipteridaceae sono felci terrestri distinte in due generi. Il genere Dipteris comprende specie limitate a pendii rocciosi umidi nelle regioni tropicali e temperate-calde di Asia e Oceania. Le foglie sono molto atipiche per le felci, con la lamina divisa in due foglioline primarie o in lobi profondi, più o meno a forma di ventaglio e nella maggior parte delle specie divisi palmatamente in diversi lobi irregolari. Gli sporangi gialli sono raggruppati in piccoli sori nudi e rotondi posti lungo la rete di nervature secondarie. L'unica specie di Cheiropleuria è C. bicuspis, originaria dell'Asia. Le sue foglie sono dimorfiche: le foglie fertili hanno una lamina intera lunga e stretta con la superficie inferiore interamente ricoperta di sporangi, ma le foglie vegetative hanno una lamina molto più ampia che è spesso profondamente intagliata o bilobata sulla punta.

## Tassonomia
La famiglia comprende i seguenti generi:
- Cheiropleuria C.Presl
- Dipteris Reinw.